# Drabescus kaindii
Drabescus kaindii är en insektsart som beskrevs av Evans 1972. Drabescus kaindii ingår i släktet Drabescus och familjen dvärgstritar. Inga underarter finns listade i Catalogue of Life.